# هاتريك

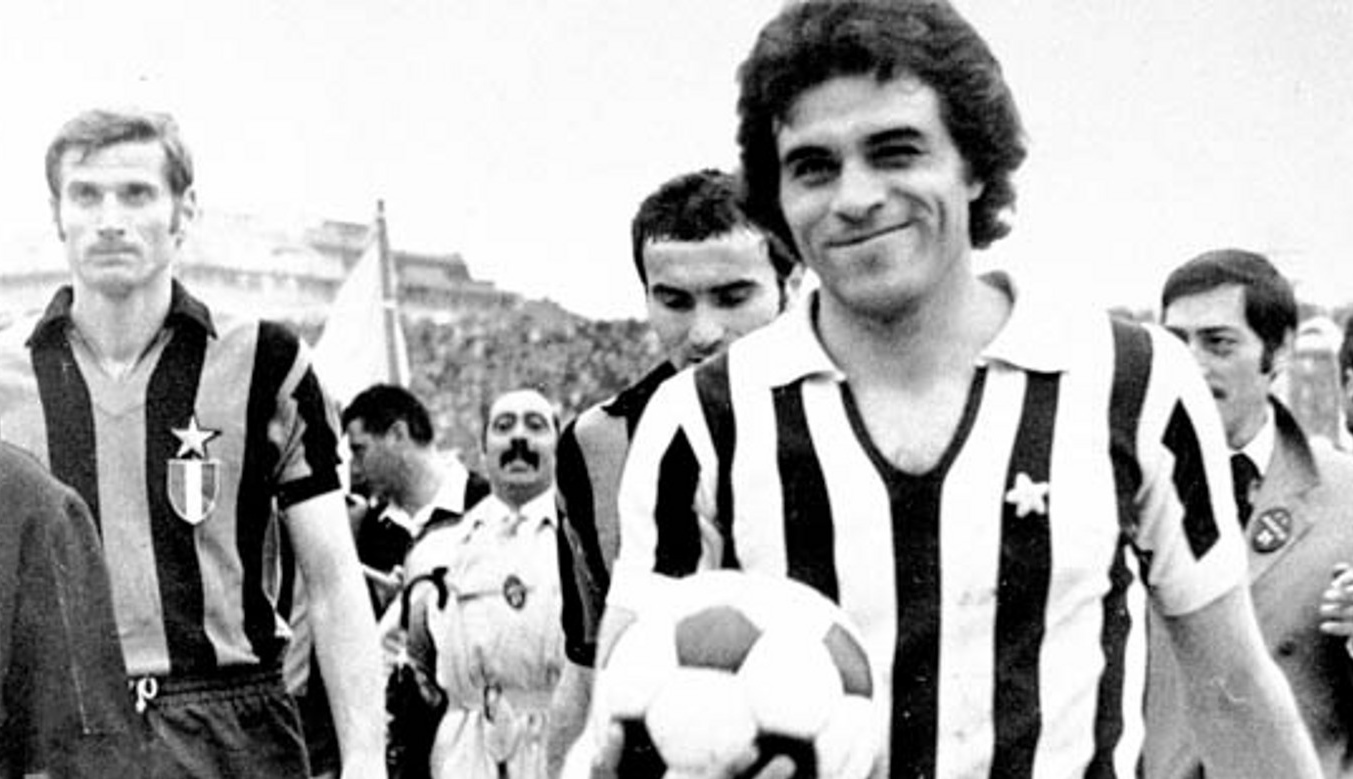
غمزة للمصور من قبل الجناح الأيمن للاعب فريق يوفنتوس فرانكو كوزيو، رجل المباراة بعد احراز ثلاثية ضد إنتر ميلان في 23 أبريل 1972 في الدوري الإيطالي 1971–72

الثلاثية (بالإنجليزية: Hat trick)‏ وتُنقحر هاتريك، هو إحراز اللاعب الواحد ثلاثة أهداف في مباراة واحدة في رياضة كرة القدم وبعض الرياضات الأخرى. وعند تسجيله لأربعة أهداف يقال أنه سجّل سوبر هاتريك. وفي حال تسجيل اللاعب لستة أهداف تسمى دبل هاتريك، وتسعة أهداف تربيل هاتريك ويعتبر سيرخيو اغويرو اكثر من سجل هاتريك بالدوري بالانجليزي وقد سبق ان سجل 5 اهداف بمبارة واحدة خلال 20 دقيقه امام نيوكاسل يونايتد.

## المصطلح

### في اللغة العربية
تستخدم كلمة هاتريك استخدامًا واسعًا في عدة صحف ومواقع رياضية عربية مثل الجزيرة وسكاي نيوز عربية كما يستخدمها عدة معلقين مشاهير في العالم العربي كعصام الشوالي ورؤوف خليف وحفيظ دراجي. بالإضافة إلى كلمة هاتريك، تستخدم المواقع المذكورة أحيانًا كلمة «ثلاثية» إلا أن نسبة استخدامها تبقى ضئيلة مقارنة مع الأولى.

### تاريخه في اللغة الإنجليزية
بحسب قاموس أوكسفورد الإنجليزي فان أول استعمال للعبارة وقع سنة 1878 حين قام لاعب كريكيت يدعى هــ. ستيفنسون برفع قبعته عندما سجل ثلاث نقاط متتالية في مباراة دولية قاد بها بلاده للفوز على فرنسا ليصبح الأمر بعد ذلك عادة لدى لاعبي الإنجليز.و تقول مصادر أخرى ان أول استعمال للعبارة بدأ قبل ذلك أي في سنة 1858 عندما قام اللاعب روم لايت برفع قبعته احتراماً لملكة إنجلترا فيكتوريا بعد مباراة جمعت فريقه «بيرمينغهام» بفريق «شيفيلد» في نهائي كأس إنجلترا وذلك بعد تسجيله لثلاثة أهداف.
أما لفظ «سوبر هاتريك» فبات متعارفا عليه على أنه إحراز اللاعب لأكثر من ثلاث أهداف في مباراة واحدة، وجرت العادة في لعبة كرة القدم أن اللاعب الذي يحرز هاتريك في المباراة بأن يحمل معه كرة المباراة بعد انتهائها لتصبح له كتذكار.

## المضاعفات
| عدد الاهداف | التسمية الشائعة  | الإنجليزية البريطانية |
| ----------- | ---------------- | --------------------- |
| 4           | سوبر هاتريك      | Haul                  |
| 5           | ميجا هاتريك      | Glut                  |
| 6           | دوبل هاتريك      |                       |
| 7           | Haul Hattrick    |                       |
| 8           | دوبل سوبر هاتريك | دوبل Haul             |
| 9           | تريبل هاتريك     | Haul glut             |
| 10          | دوبل ميجا تريك   | دوبل glut             |

في حال قام اللاعب وتسجيل اكثر من ثلاثه اهداف في المباراه الواحده فانه يوجد هناك تسميات يتم اطلاقها على تسجيل او اربع او خمس او ست او سبع او ثمان اهداف في مباراه واحده.
- اربعة أهداف: يطلق عليه "سوبر هاتريك" وهو ما نراه يتكرر في كرة القدم ومثل ما فعله محمد صلاح في شباك واتفورد في موسم 2017 -2018 ، ولها اسم إنجليزي آخر غير منتشر وهو Haul
- خمسة أهداف: يطلق عليه "ميجا هاتريك" ولها اسم آخر في الإنجليزية هو Glut، مثل خماسية ليونيل ميسي في مرمى  إستونيا.[7]
- ستة أهداف. يطلق عليه "دوبل هاتريك"، ومن اشهرها اهداف لويس سواريز مع أياكس أمستردام الهولندي عام 2009 في شباك دبليو اتش سي ويزيب [الإنجليزية] بمسابقة الكأس في مباراة انتهت بفوز أياكس 14-1.
- سبعة أهداف: له اسم شائع لكنه يطلق عليه في الإنجليزية "Haul Hattrick"، مثل تسجيل البرازيلي أفونسو ألفيس عام 2006 حين فاز فريقه هيرنيفين على هيراكليس ألميلو بالدوري الهولندي
- ثمانية أهداف: ويطلق على تسجيل 8 أهداف في مباراة واحدة اسم "دوبل سوبر هاتريك" او دوبل Haul، وحدثت مرة واحدة من لاعب كينيا أولونجا في الدرجة الثانية اليابانية حين سجل شباك كيوتو سانجا 8 مرات في مباراة واحدة عام 2019.
- تسعة أهداف: تسجيل 9 أهداف في مباراة واحدة له اسمين هما تريبل هاتريك أو Haul glut. حدثت مرة واحدة من آرلينغ هالاند حين فازت النرويج على هندراوس في 2020 ببطولة كأس العالم تحت 20 سنة بنتيجة 12-0[8]
- عشرة أهداف: اسمين هما دوبل ميجا تريك أو دوبل glut.